# Jaroslav Petřík
Jaroslav Petřík (* 26. prosince 1936) je český politik, bývalý senátor za obvod č. 81 – Uherské Hradiště a člen KDU-ČSL.

## Politická kariéra
V letech 1994-1998 zasedal v zastupitelstvu města Uherské Hradiště, kde zastával funkci místostarosty. Ve volbách 1998 svůj mandát neobhájil.
Ve volbách 1996 se stal členem horní komory českého parlamentu, když v obou kolech porazil občanského demokrata Jaroslava Zapletala. V senátu působil jako místopředseda Výboru pro hospodářství, zemědělství a dopravu. Ve volbách 2002 již nekandidoval.